# أملودية إهليلجية
أملودية إهليلجية (الاسم العلمي:Rhipsalis elliptica) هي نوع من النباتات تتبع جنس الأملودية من الفصيلة الصبارية.